# Antons blå flyver
Antons blå flyver er en børnefilm fra 1996 instrueret af Aage Rais-Nordentoft efter manuskript af Aage Rais-Nordentoft, Bent E. Rasmussen.

## Handling
Anton er 10 år gammel. I baggårdens garage er han i fuld gang med at bygge det fly, der skal føre ham op til hans afdøde far i himlen. Han var jagerpilot, men mistede livet i en flyulykke. Børn er barske mod hinanden, og den seje pige i gården, S.D. og den smukke Mie fra hans klasse driller Anton med hans far og med, at han tisser i sengen. En magtkamp er i gang, og konsekvenserne er dramatiske.

## Eksterne Henvisninger
- Antons blå flyver på Internet Movie Database (engelsk)
- Antons blå flyver på Filmdatabasen
- Antons blå flyver på danskefilm.dk
- Antons blå flyver på danskfilmogtv.dk
- Antons blå flyver på Scope
- Antons blå flyver på MovieMeter (nederlandsk)
- Antons blå flyver på The Movie Database (engelsk)
- Antons blå flyver på Filmaffinity (engelsk)